# St Mary Hoo
St Mary Hoo is een civil parish in het bestuurlijke gebied Medway, in het Engelse graafschap Kent met 238 inwoners.